# Air – Harc a legendáért
Az Air – Harc a legendáért (eredeti cím: Air) 2023-ban bemutatott amerikai életrajzi filmdráma, amelyet Ben Affleck rendezett. A főbb szerepekben Matt Damon, Ben Affleck, Jason Bateman, Marlon Wayans, Chris Messina, Chris Tucker és Viola Davis látható.
Amerikában 2023. április 5-én, míg Magyarországon 2023. április 6-án mutatták be.

## Cselekmény
1984-ben az oregoni székhelyű Nike, Inc. a csőd szélén áll az alacsony lábbelieladások miatt. Erre válaszul Rob Strasser elnök Phil Knight társalapítóval együtt felbérli Sonny Vaccaro üzletkötőtársát, hogy találjon ki egy új, az aktuális amerikai sportágakon alapuló cipőcsaládot. Miközben az 1984-es NBA drafton kiválasztott kosárlabdázókat mérlegelik, a Nike vezetői úgy gondolják, hogy a harmadik választott Michael Jordan nem jöhet szóba, mivel egyrészt az Adidas rajongója, másrészt túl drága a kosárlabda részleg szűkös költségvetéséhez. De amint Vaccaro megnézi Jordan legjobb pillanatait egy Arthur Ashe Head-ütő reklámmal együtt, meggyőződik arról, hogy a Nike-nak meg kell keresnie azt, akit generációs tehetségnek tart, és a márka és a sportoló egymásra épülhet.
Miután Los Angelesbe utazott, hogy találkozzon barátjával, George Ravelinggel, aki Jordant edzette az 1984-es nyári olimpiai játékokon és támogatását kérte a sztár felkéréséhez, Vaccaro elutazott a Jordan-házba, az észak-karolinai Wilmingtonba. Elmondja Michael édesanyjának, Delorisnak, hogy a Nike minden olyan figyelmet megadna Jordannek, amit az általa preferált márkáktól, az Adidastól és a Converse-től nem kapna meg. Miután dühös hívást kap Jordan ügynökétől David Falk-tól az ügyfele családjával való kapcsolatfelvétellel kapcsolatban, Vaccaro megtudja, hogy Jordanék megbeszéltek egy találkozót a Nike beavertoni székhelyén a következő hétfőre. Vaccaro és Strasser elkezdik előkészíteni az ajánlatukat, miközben felkérik a cipőtervezőt Peter Mooret, hogy készítsen egy prototípust, amelyet Moore "Air Jordan-nek" nevez el a Nike Air Sole technológiája után. Közben Knight elfogadja, hogy a kosárlabda részleg teljes 250 000 dolláros költségvetését Jordan alkalmazására fordítsa.
A Jordannel és szüleivel való sikeres találkozó után Vaccaro megtudja, hogy az Adidas megfelelt a 250 000 dolláros ajánlatnak, miközben egy Mercedes Benz 380SL-t is hozzáad, és úgy gondolja, hogy az üzlet nem fog létrejönni. Azonban kap egy hívást Deloristól, aki kijelenti, hogy Michael aláír a Nike-hoz, azzal a feltétellel, hogy minden eladott Air Jordan után százalékos részesedést kap. Bár Vaccaro úgy gondolja, hogy a cég felsőbb vezetői nem fogadnák el ezt a bónuszt, miután Knight megtudja, szükségesnek tartja, hogy biztosítsa a jóváhagyást. A címlapok aztán elárulják, hogy az Air Jordan meghaladta Knight 3 millió dolláros elvárását, és egy év alatt 126 millió dollárt keresett, ami Jordan számára állandó bevételi forrássá vált.

## Szereplők
| Szerep              | Színész          | Magyar hang         |
| ------------------- | ---------------- | ------------------- |
| Sonny Vaccaro       | Matt Damon       | Stohl András        |
| Phil Knight         | Ben Affleck      | Széles Tamás        |
| Rob Strasser        | Jason Bateman    | Czvetkó Sándor      |
| George Raveling     | Marlon Wayans    | Kálid Artúr         |
| David Falk          | Chris Messina    | Bozsó Péter         |
| Howard White        | Chris Tucker     | Barabás Kiss Zoltán |
| Deloris Jordan      | Viola Davis      | Kocsis Mariann      |
| Peter Moore         | Matthew Maher    | Harcsik Róbert      |
| James R. Jordan Sr. | Julius Tennon    | Faragó András       |
| Tim                 | Al Madrigal      | Umbráth László      |
| Stu Inman           | Tom Papa         | N/A                 |
| John O'Neil         | Joel Gretsch     | N/A                 |
| Horst Dassler       | Gustaf Skarsgård | Katona Zoltán       |
| Kathy Dassler       | Barbara Sukowa   | N/A                 |
| Katrina Sainz       | Jessica Green    | N/A                 |
| Richard             | Dan Bucatinsky   | Ferenci Péter       |

## A film készítése
A forgatókönyvet Alex Convery írta 2021-ben, és abban az évben Air Jordan címmel jelent meg a Fekete listán. 2022 áprilisában jelentették be, hogy a forgatókönyvet az Amazon stúdió felkarolta, Ben Affleck és Matt Damon együtt játszanák a főszerepet, míg Affleck rendezné a filmet.
A forgatás 2022. június 6-án kezdődött Los Angelesben. A forgatás 2022 júliusában fejeződött be. Michael Jordan karaktere is szerepel a filmben, bár az arca nem látható, és csak korlátozottan van dialógusa.